# Anolis roosevelti
Anolis roosevelti este o specie de șopârle din genul Anolis, familia Polychrotidae, descrisă de Grant 1931. A fost clasificată de IUCN ca specie pe cale de dispariție (stare critică). Conform Catalogue of Life specia Anolis roosevelti nu are subspecii cunoscute.